# 小林彗星
小林彗星（こばやしすいせい、Comet Kobayashi、P/1997 B1）は、1997年にCCDで発見された短周期彗星である。

## 発見
群馬県大泉町のアマチュア天文家小林隆男
は、小惑星捜索において1997年1月30日夜（JST）に発見して31日に確認した24個の小惑星を、新発見の小惑星として兵庫県の中野主一（天文電報中央局・小惑星センターアソシエイツ）に報告した。その中のひとつ、レグルス付近で発見された18等級の天体（CP239=1997 BB3）の初期軌道が彗星型であったため、小林はさらなる確認観測を行い、中野や中央局も国内外の観測者に追跡観測を依頼した。
最終的に4日夜に愛媛県久万町（当時）の中村彰正によって明瞭なコマと35秒角の尾が確認され、彗星であることが確定した。このため、小惑星の仮符号1997 BB3は彗星の認識符号P/1997 B1に差し替えられ
、同日7時58分（JST）に、天文電報中央局より新彗星の発見を告げるIAUC 6553～4が発行された。

### 話題
この発見は、アマチュアによる初めてのCCDカメラを使用した彗星発見であった。また、当時アマチュアによる最も微光の彗星の発見でもあった。
発見時に使用された41cmf/4.3反射望遠鏡は、小惑星捜索のためにこの年の初めから追加された装備であった。

## 出現と軌道
1997年1月の発見当時、彗星はほぼ衝に位置していたが微光で、発見約1ヶ月後の近日点通過頃でも17等級にとどまった。観測は1997年5月まで続けられ、周期25.17年の軌道が求められた。次回近日点通過は2022年3月28日頃で、この回帰が検出されれば周期彗星番号が割り振られる。